# Suro-alzina de Mas Obert
El Suro-Alzina de Mas Obert (Quercus ilex ilex + Quercus suber) és un arbre que es troba a Sant Gregori (el Gironès), el qual és una autèntica raresa botànica, ja que es tracta de dues espècies de la mateixa família (l'alzina i el suro), que creixen soldades formant un únic peu, amb els teixits units, fenomen que al món vegetal rep el nom de quimera.

## Dades descriptives
- Perímetre del tronc a 1,30 m: 2,11 m (alzina) i 2,43 (suro).
- Perímetre de la base del tronc: 4,32 m.
- Alçada: 19,77 m.
- Amplada de la capçada: 17,78 m.
- Altitud sobre el nivell del mar: 105 m.[1]

## Entorn
Es troben en un bosc molt espès de pi insigne d'origen plantat, a l'antic camí que duu a Sant Gregori des del pla de Mas Obert. S'hi observa roure martinenc, freixe de fulla petita, pomera, om, poll negre, olivella, boneter europeu, aladern, bruc boal, gavarrera, aranyoner, esparreguera boscana, rogeta, pa amb vi, pensament, plantatge de fulla estreta i tomaquera del diable. Referent a la fauna, hi ha tórtora, pit-roig, gorja blanc i senglar.

## Aspecte general
En aparença tenen un bon estat de salut general, tot i que no és positiu per a l'arbre el creixement massa espès dels pins del seu voltant, ja que l'han fet espigar amb escreix. Amb tot, l'individu no sembla que estigui malalt ni que tingui grans afectacions sanitàries. La part de suro presenta una gran activitat de reveixins, cosa força freqüent en la seua espècie. Una raresa com la d'aquest arbre no es dona enlloc més de Catalunya i el seu caràcter únic fa que la gent del territori li arribi a tindre molt de reconeixement.